# João da Silva, marquês de Gouveia
D. João da Silva,  2.º Marquês de Gouveia, 7.º conde de Portalegre, sucedeu ao pai D. Manrique da Silva.
Sucedeu ao pai como mordomo-mor dos reis D. João IV, D. Afonso VI e D. Pedro II e no lugar de conselheiro de Estado. Teve o tratamento de Marquês parente e de título de juro e herdade conforme a Lei Mental.
Foi presidente do Desembargo do Paço, ministro plenipotenciário de Portugal para o Tratado de Lisboa (1668) e embaixador em Madrid.

## Dados genealógicos
Casamentos:
1. com D. Maria de Pimentel Pereira,  filha do 6.º conde da Feira;
2. com D. Luísa Maria de Meneses, filha de D. Pedro de Noronha e Sousa, 9.º senhor de Vila Verde e de sua mulher D. Juliana de Noronha; era irmã do 1.º conde de Vila Verde.

Como não teve herdeiros, a sucessão de sua casa recaiu em sua irmã,  D. Juliana de Lencastre, casada com o 5º conde de Santa Cruz, D. Martinho Mascarenhas. O filho do casal, seu sobrinho se tornará o 3.º marquês de Gouveia.